# D.I.L.
D.I.L. – polski offowy film fabularny z 2002 roku. Pokazywany w konkursie Polskie Kino Niezależne na 27. Festiwalu Polskich Filmów Fabularnych w Gdyni "D.I.L." jest debiutem Konrada Niewolskiego.

## Obsada
- Sławomir Federowicz − Darek Krycki
- Grzegorz Kowalczyk − "Ira"
- Andrzej Deskur − "Lukado"
- Mariusz Jakus − Marek Kruger
- Elżbieta Komorowska − Majka Borkowska
- Tomasz Sobczak − "Baton"
- Jan Machulski − pan Andrzej "Bos"
- Mirosław Zbrojewicz − Zubiec, człowiek "Bosa"
- Marcin Jędrzejewski − Malcerz
- Henryk Gołębiewski − ojciec "Iry"
- Barbara Mularczyk − sklepowa Aleksandra
- Stefania Szladowska − matka Kryckiego
- Bartek Karcz − konkurencyjny diler
- Krzysztof Galoss − "Rudy"
- Judyta Stodulska − "Gwiazdeczka"
- Agnieszka Gunarowa − "Wenezuelka"
- Kuba Morawski − "Banan"
- Artur Hołozubiec − "Arti"
- Maciek Grabowicz − "Wampir"
- Maciej Tomaszewski − Zdzichu
- Mirosław Morański − polityk
- Krystyna Łosiałowska − babcia Majki
- Michał Sokołowski − diler
- Michał Wysocki − diler
- Roman Główka − policjant
- Remigiusz Botiuk − "Gizbern"
- Robert Drąszcz − operator vhs
- Robert Kobryń − dj
- Michał Zbrojewicz − małolat
- Adam Szaradowski − małolat
- Piotr Godlewski − "Cudak"
- Tomek Kostrzewa − brat Kryckiego
- Katarzyna Iwańska − żona Krugera
- Tomek Lipka − diler "Melina"
- Wojtek Friedman − Fred
- Ziemowit Sianowski - lekarz
- Przemysław Ziemkowski - sklepowy Aleksander
- Antonina Federowicz − wnuczka "Bosa"